# Ed Boon
Edward John Boon (Chicago, 22 de febrero de 1964) es un programador de videojuegos, actor de voz y director estadounidense. Boon estuvo empleado durante más de 15 años en Midway Games. Desde 2011, ha trabajado para Warner Bros. Interactive Entertainment para una de sus filiales, NetherRealm Studios.
Boon es conocido por la popular serie Mortal Kombat, que creó junto a John Tobias, y la serie Injustice.

## Biografía
Boon nació y se crio en Chicago, Illinois. Se graduó en la escuela secundaria en la Academia Loyola en Wilmette. Obtuvo una licenciatura en ciencias en matemáticas y ciencias de la computación de la Universidad de Illinois en Urbana-Champaign.
Tras graduarse, trabajó en el departamento de pinball de Williams Entertainment, donde trabajó en aproximadamente 20 juegos de pinball durante los dos años siguientes. Durante este tiempo, se le conocía como el Maestro Mortal, un indicio temprano de una futura creación.
Es el cocreador y cofundador de la serie de juegos de lucha Mortal Kombat, junto con John Tobias, y se desempeñó como programador principal de la serie, con Tobias como diseñador principal, hasta que su asociación se disolvió con la salida de Tobias de Midway en 2000. Boon nombró a los personajes de la serie Sonya y Tanya en honor a sus hermanas de la vida real Sonia y Tania, mientras que otro personaje, Noob Saibot, recibió su nombre de los apellidos invertidos de Boon y Tobias. El programador Mike Boon es el hermano menor de Ed y ha sido parte de su equipo desde Mortal Kombat 4. Los hermanos Boon son hispanos y dominicanos por etnia.
Boon apareció en la lista de IGN de los "100 Mejores Creadores de Videojuegos" de 2009 por su participación en la saga Mortal Kombat. Sigue involucrado directamente con la franquicia de Mortal Kombat y sus proyectos multimedia, y también ha realizado trabajos de doblaje y captura de movimiento para los juegos, destacando la voz de las frases "Get over here!" y "Come here!" de Scorpion en varios juegos de la saga, así como en las dos primeras películas, Mortal Kombat y Mortal Kombat Annihilation. En 2008, la edición de 2008 del Libro Guinness de los Récords Mundiales para jugadores le otorgó el récord mundial como "actor de voz de videojuegos con más años de servicio".En 2018, Mortal Kombat se exhibió en una máquina recreativa en la exposición Chicago New Media 1973-1992, organizada por jonCates.

## Obras

### Videojuegos
| Año  | Título                         | Rol                                                                                              |
| ---- | ------------------------------ | ------------------------------------------------------------------------------------------------ |
| 1990 | High Impact Football           |                                                                                                  |
| 1991 | Super High Impact              |                                                                                                  |
| 1992 | Total Carnage                  | Voz del general Akhboob                                                                          |
| 1992 | Mortal Kombat                  | Diseñador, programador, voz de Scorpion, Reptile, Shang Tsung (locutor)                          |
| 1993 | Mortal Kombat II               | Diseñador, programador, voz de Scorpion, Smoke, Noob Saibot, Liu Kang y Jax                      |
| 1995 | Mortal Kombat 3                | Diseñador, programador, voz de Smoke, Liu Kang y Jax.                                            |
| 1995 | Ultimate Mortal Kombat 3       | Productor ejecutivo, diseñador, programador, voz de Scorpion                                     |
| 1996 | Mortal Kombat Trilogy          | Diseñador, programador                                                                           |
| 1997 | Mortal Kombat 4                | Diseñador, programador, voz de Johnny Cage, Raiden, Kai, Scorpion y Jax.                         |
| 1999 | Mortal Kombat Gold             | Líder del proyecto, voz de Cyrax                                                                 |
| 2001 | The Grid                       |                                                                                                  |
| 2002 | Mortal Kombat: Deadly Alliance | Líder de equipo, diseño de juego, programación, voz de Scorpion                                  |
| 2004 | Mortal Kombat: Deception       | Líder de proyecto, diseño de juego, programación, voz de Scorpion, Reiko, Sub-Zero y Noob Saibot |
| 2005 | Mortal Kombat: Shaolin Monks   | Productor ejecutivo, voz de Scorpion                                                             |
| 2006 | Mortal Kombat: Armageddon      | Director creativo                                                                                |
| 2008 | Mortal Kombat vs. DC Universe  | Director creativo, líder de equipo                                                               |
| 2011 | Mortal Kombat                  | Líder de equipo, director creativo, voces adicionales                                            |
| 2011 | Batman: Arkham City Lockdown   | Director creativo                                                                                |
| 2013 | Injustice: Gods Among Us       | Director creativo, líder de equipo                                                               |
| 2013 | Batman: Arkham Origins         | Director creativo, líder de equipo                                                               |
| 2015 | Mortal Kombat X                | Director creativo, líder de equipo                                                               |
| 2017 | Injustice 2                    | Director creativo, líder de equipo                                                               |
| 2019 | Mortal Kombat 11               | Director creativo, líder de equipo                                                               |
| 2023 | Mortal Kombat 1                | Director creativo, líder de equipo                                                               |

### Pinball
| Año  | Título                            | Rol                |
| ---- | --------------------------------- | ------------------ |
| 1987 | F-14 Tomcat                       | efectos            |
| 1987 | Space Station: Pinball Rendezvous | software y efectos |
| 1988 | Banzai Run                        | efectos            |
| 1988 | Taxi                              | software y efectos |
| 1989 | Black Knight 2000                 | software y efectos |
| 1990 | FunHouse                          | Voz de Rudy        |

### Series / Filmografía
| Año  | Título                      | Rol            | Nota                                                                    |
| ---- | --------------------------- | -------------- | ----------------------------------------------------------------------- |
| 1995 | Mortal Kombat               | Scorpion (voz) | [ 12 ]                                                                  |
| 1997 | Mortal Kombat: Aniquilación | Scorpion (voz) |                                                                         |
| 2006 | La casa de los dibujos      | Scorpion (voz) | Episodio: "El único en el que hay un cambio de trama (2ª parte)"        |
| 2011 | Mortal Kombat: Legacy       | Ed Goodman     | Aparición especial en el episodio de la primera temporada "Johnny Cage" |